# Buch der Lieder (Heine)
Das Buch der Lieder war Heinrich Heines erster großer Gedichtband, in dem er alle seine zu der Zeit bekannten Gedichte zusammenfasste. Die erste Auflage erschien 1827 in Hamburg bei Hoffmann und Campe.

## Vorgeschichte
Das Buch der Lieder enthält kaum neue Gedichte, sondern stellt eine chronologische Sammlung bereits veröffentlichter dar. In einem Brief vom 16. November 1826 an Friedrich Merckel schreibt Heine:
Einige Freunde dringen drauf, daß ich eine auserlesene Gedichtesammlung, chronologisch geordnet und streng gewählt, herausgeben soll, und glauben, daß sie eben so populär wie die Bürgersche, Göthesche, Uhlandsche u. s. w. werden wird. Varnhagen giebt mir in dieser Hinsicht manche Regeln. Ich würde einen Theil meiner ersten Gedichte aufnehmen […] ich wollte für dieses Buch keinen Schilling verlangen, die Wohlfeilheit und die andern Erfordernisse des Popularwerdens wären meine einzigen Rücksichten, es wär' meine Freude, Maurern und Dümmlern zu zeigen, daß ich mir doch zu helfen weiß, und dieses Buch würde mein Hauptbuch seyn und ein psychologisches Bild von mir geben, – die trüb-ernsten Jugendgedichte, das „Intermezzo“ mit der „Heimkehr“ verbunden, reine blühende Gedichte, z. B. die aus der „Harzreise“, und einige neue, und zum Schluß die sämmtlichen colossalen Epigramme. Hör’ doch mahl aus Campe heraus, ob ihm solch ein Plan nicht mißfällt, und ob er solchem Buch – es wär’ keine gewöhnliche Gedichtesammlung – Absatz verspricht.
Der Verleger Julius Campe war zuerst gegen das Buch, änderte seine Meinung aber später und legte das Buch doch auf.

## Gliederung

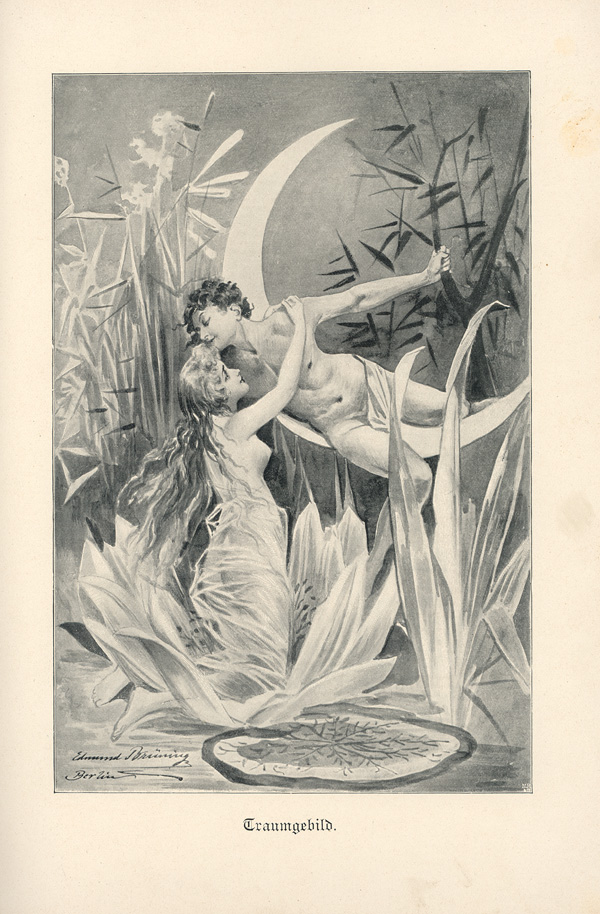
Illustration von Edmund Brüning zu Die Lotosblume ängstigt aus Lyrisches Intermezzo.

Das Buch der Lieder besteht aus mehreren Zyklen:
- Junge Leiden, bestehend aus Traumbilder, Lieder, Romanzen und Sonetten-Kranz
- Lyrisches Intermezzo
- Die Heimkehr
- Aus der Harzreise
- Die Nordsee, bestehend aus Erster Cyklus und Zweiter Cyklus.

Alle Zyklen waren bereits zuvor unter anderen Titeln erschienen. So entstammt:
- Junge Leiden: Gedichte. Mauersche Buchhandlung, Berlin 1822.
- Lyrisches Intermezzo: Tragödien, nebst einem Lyrisches Intermezzo. Ferdinand Dümmler, Berlin 1823-
- Die Heimkehr, Aus der Harzreise, Die Nordsee, Erster Cyklus: Reisebilder, Erster Theil. Hoffmann und Campe, Hamburg 1826.
- Die Nordsee, Zweiter Cyklus: Reisebilder, Zweiter Theil. Hoffmann und Campe, Hamburg 1827.

Insgesamt enthält das Buch der Lieder 237 Gedichte. 8 von ihnen waren neu. Viele der Gedichte waren schon vor dem Druck in einer der oben genannten Veröffentlichungen in Zeitschriften außerhalb der Zyklen erschienen. Manche waren bereits viermal gedruckt.
Dennoch wurde das Buch der Lieder ein großer Erfolg und erschien in zahlreichen Neuauflagen.

## Inhalt

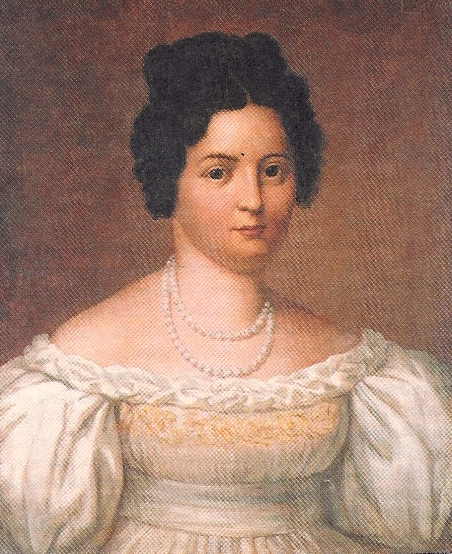
Amalie Heine

Das Buch der Lieder umfasst mit Gedichten zwischen 1817 und 1826 Heines Frühwerk. Es dauerte fast zwanzig Jahre, bis mit Neue Gedichte 1844 der zweite große Gedichtband erschien (1851 folgte mit dem Romanzero der dritte und letzte). Von der in späteren Werken für Heine typischen politischen Satire, wie etwa in Deutschland. Ein Wintermärchen, ist im Buch der Lieder noch nicht viel zu finden. Stattdessen befassen sich 142 der 237 Gedichte mit unglücklicher Liebe. Als Erklärung dafür werden Heines Gefühle zu seiner Cousine Amalie und später zu deren sieben Jahre jüngeren Schwester Therese (1807–1880), beides Töchter Salomon Heines, genannt. Heine äußerte sich zu derartiger Interpretation in einem Brief an Karl Immermann vom 10. Juni 1823:
„Nur etwas kann mich aufs schmerzlichste verletzen, wenn man den Geist meiner Dichtungen aus der Geschichte (Sie wissen was dieses Wort bedeutet) aus der Geschichte des Verfassers erklären will. Es kränkte mich tief und bitter als ich gestern im Briefe eines Bekannten ersah wie er sich mein ganzes poetisches Wesen aus zusammengerafften Histörchen konstruiren wollte, und unerquickliche Aeußerungen fallen ließ über Lebenseindrücke, politische Stellung, Religion, u. s. w. Aehnliches öffentlich ausgesprochen würde mich ganz empört haben, und ich bin herzlich froh daß nie drgl geschehn. Wie leicht auch die Geschichte eines Dichters Aufschluß geben könnte über sein Gedicht, wie leicht sich wirklich nachweisen ließe daß oft politische Stellung, Religion, Privathaß, Vorurtheil und Rücksichten auf sein Gedicht eingewirkt, so muß man dieses dennoch nie erwähnen, besonders nicht bey Lebzeiten des Dichters. Man entjungfert gleichsam das Gedicht, man zerreist den geheimnißvollen Schleyer desselben, wenn jener Einfluß der Geschichte den man nachweist wirklich vorhanden ist; man verunstaltet das Gedicht wenn man ihn fälschlich hineingegrübelt hat. Und wie wenig ist oft das äußere Gerüste unserer Geschichte mit unserer wirklichen, inneren Geschichte zusammenpassend! Bey mir wenigstens paste es  n i e .“
Das Buch der Lieder beinhaltet auch politische Gedichte. So ist etwa Donna Clara eine Kritik des zeitgenössischen Antisemitismus. Zu den bekanntesten Gedichten zählen Die Grenadiere, die Loreley („Ich weiß nicht, was soll es bedeuten“), Im wunderschönen Monat Mai, Die alten, bösen Lieder und Belsatzar.

## Zensuren
Heine hatte zeitlebens – auch schon mit dem Buch der Lieder – Probleme mit der Zensur. Hier jedoch noch weniger aus politischen Motiven als aufgrund der Verwendung von Wörtern und Formulierungen, die als für zu obszön angesehen wurden. So wurde beispielsweise aus einem Gedichtanfang, der in der ersten Auflage noch
Auf deinen schneeweißen Busen
Hab’ ich mein Haupt gelegt
hieß, später
An deine schneeweiße Schulter
Hab’ ich mein Haupt gelehnt
Ebenso wurden die Gedichte wegen zu vulgärer Sprache kritisiert. Ein Beispiel mit besonders vielen derartigen Ausdrücken ist das Fresko-Sonett Gieb her die Larv’, ich will mich jetzt maskieren.

## Auflagen
Nach der Erstauflage von 1827 gab es zwölf weitere. Bis zur fünften Auflage hatte Heine jedes Mal Nachbearbeitungen vorgenommen. Die Auflagen erschienen:
1. 1827
2. 1837[8]
3. 1839
4. 1841[9]
5. 1844 (Letzte von Heine überarbeitete Auflage)
6. 1847
7. 1849
8. 1851
9. 1851 (Miniaturausgabe)
10. 1852 (Miniaturausgabe)
11. 1853 (Miniaturausgabe)
12. 1855 (Miniaturausgabe)
13. 1876 (Miniaturausgabe – 40. Auflage)

## Bedeutung für die Gegenwart
In Heine-(Gesamt)ausgaben der Gegenwart, einschließlich der bedeutenden Düsseldorfer Heine-Ausgabe, werden die frühen Gedichte in der Regel immer unter dem Begriff „Buch der Lieder“ genannt. Gedichte, die nicht ins Buch der Lieder aufgenommen wurden, finden sich in den Anhängen. Nach den älteren Veröffentlichungen werden die Gedichte nicht mehr sortiert.